# Drake (Dakota del Nord)
Drake è un centro abitato (city) degli Stati Uniti d'America, situato nella Contea di McHenry, nello Stato del Dakota del Nord. Nel censimento del 2000 la popolazione era di 322 abitanti. La città è stata fondata nel 1902. Appartiene all'area micropolitana di Minot.

## Geografia fisica
Secondo i rilevamenti dell'United States Census Bureau, la località di Drake si estende su una superficie di 5,20 km², dei quali 5,1 km² sono occupati da terre, mentre 0,1 km² dalle acque.

## Popolazione
Secondo il censimento del 2000, a Drake vivevano 322 persone, ed erano presenti 94 gruppi familiari. La densità di popolazione era di 63 ab./km². Nel territorio comunale si trovavano 201 unità edificate. Per quanto riguarda la composizione etnica degli abitanti, il 100% era bianco. La popolazione di ogni razza ispanica corrispondeva allo 0,31% degli abitanti.
Per quanto riguarda la suddivisione della popolazione in fasce d'età, il 18,3% era al di sotto dei 18, il 4,0% fra i 18 e i 24, il 19,3% fra i 25 e i 44, il 22,7% fra i 45 e i 64, mentre infine il 35,7% era al di sopra dei 65 anni di età. L'età media della popolazione era di 51 anni. Per ogni 100 donne residenti vivevano 97,5 maschi.